# Đài thiên văn Nice

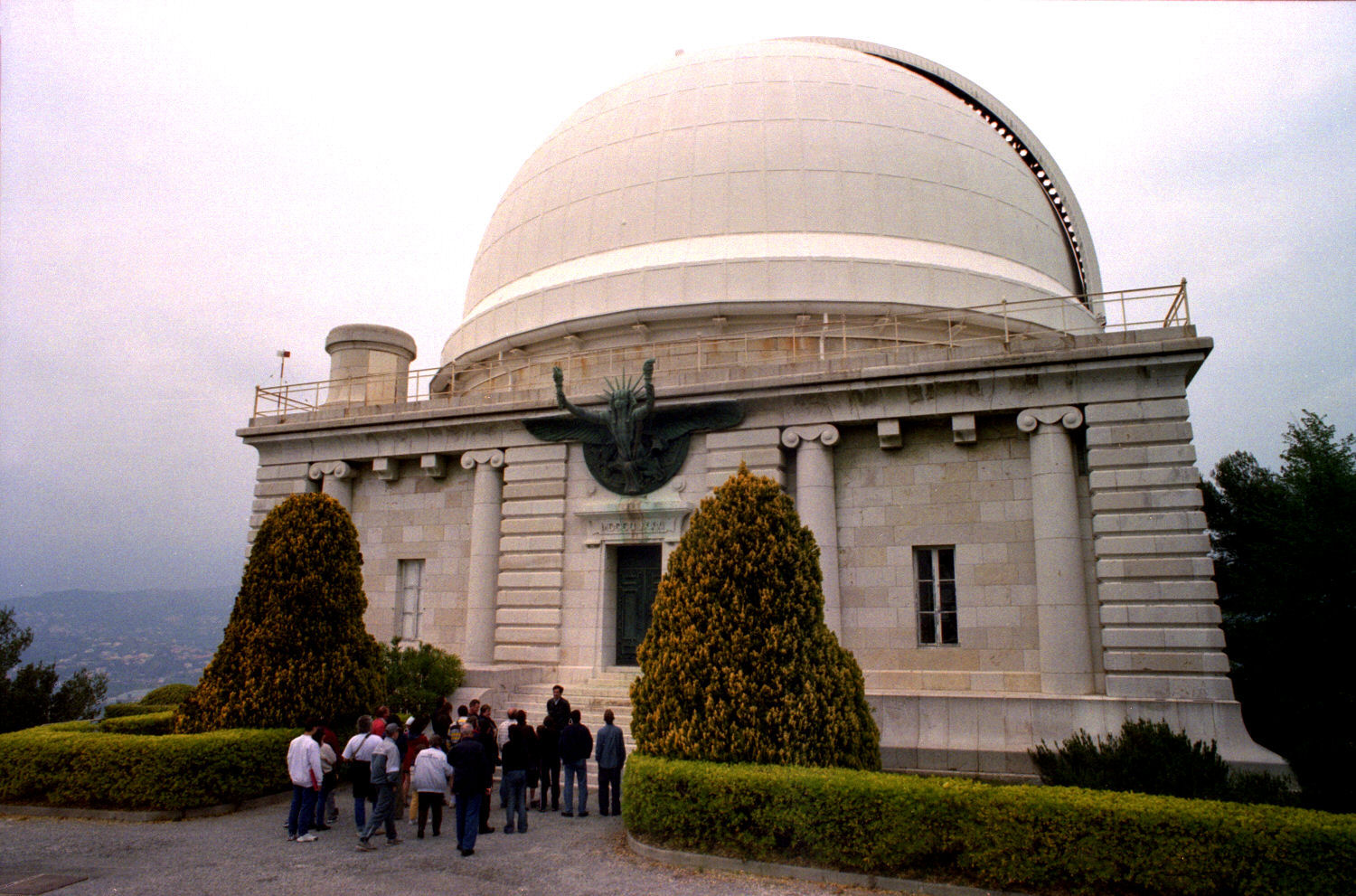
Đài thiên văn Nice.

Đài thiên văn Nice (tiếng Pháp: Observatoire de Nice) tọa lạc ở Nice, Pháp trên đỉnh của Mont Gros. Đài thiên văn này được khởi dựng năm 1879 bởi Raphaël Bischoffsheim. Kiến trúc sư thiết kế là Charles Garnier, và Gustave Eiffel thiết kế vòm chính.